# Eubrianax insularis
Eubrianax insularis is een keversoort uit de familie keikevers (Psephenidae). De wetenschappelijke naam van de soort werd in 1952 gepubliceerd door Takehiko Nakane.